# Digital ljudspelare

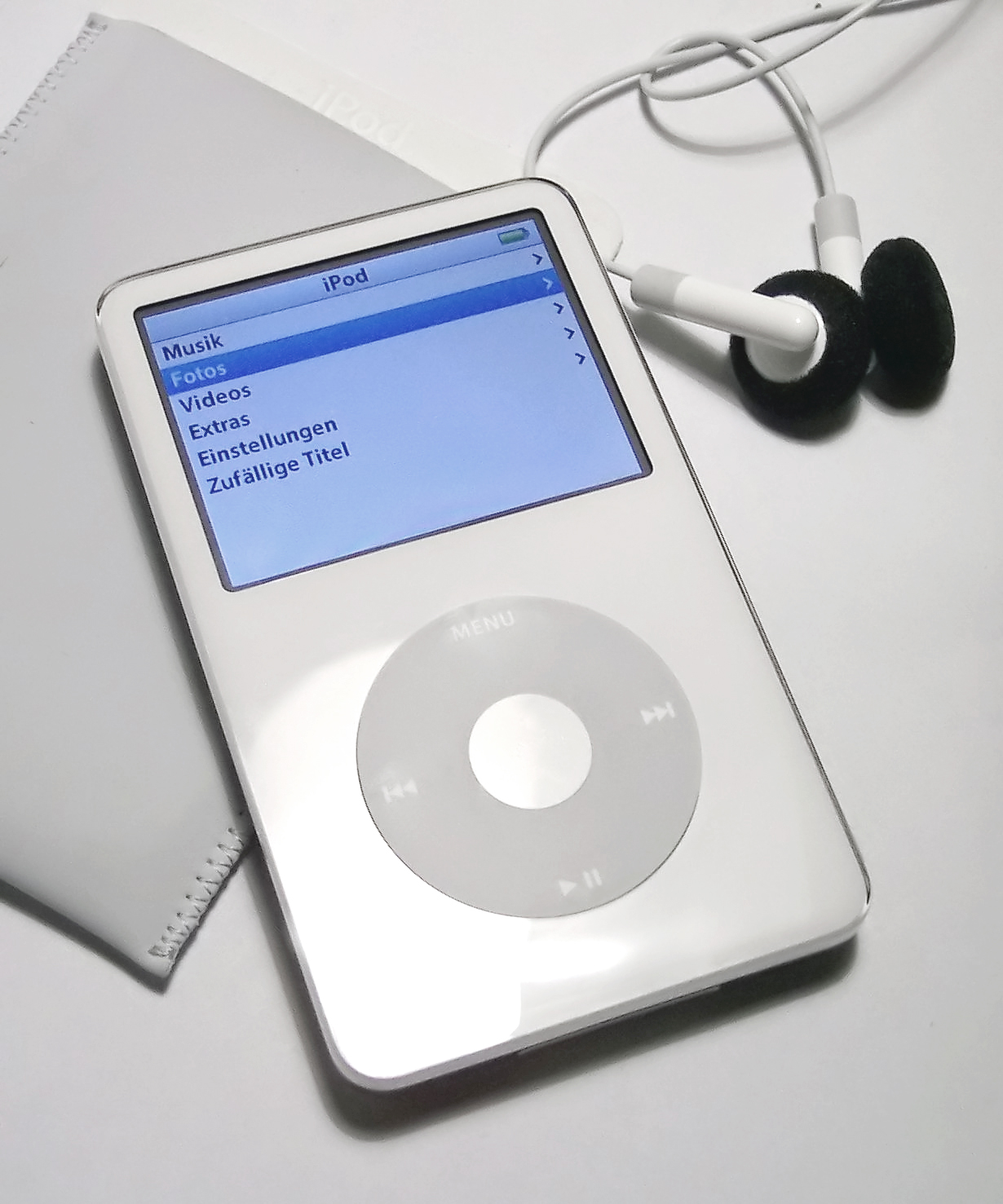
En Ipod

En digital ljudspelare är en typ av mediaspelare. Det är en oftast bärbar apparat som kan spela upp digitala ljudfiler. De är mer kända som MP3-spelare på grund av att algoritmen för ljudkompression är och framför allt var så populär när de digitala musikspelarna blev vanligare hos privatpersoner. En digital ljudspelare hanterar dock normalt även andra format, som till exempel FLAC, Ogg Vorbis, WMA och AAC. En spelare kostade från några hundra kronor upp till tusentals kronor under 2011. De minsta modellerna är inte större än en cigarettändare.
Då en digital ljudspelare är portabel lyssnar man oftast på musiken med hörlurar. Lagringskapaciteten varierar mellan olika tillverkare och modeller. Generellt är en spelare med större minne dyrare. Digitala ljudspelare kan lagra data på flera sätt, antingen med flashminne, hårddisk eller med utbytbara och uppgraderingsbara minneskort.
Anslutningen till dator sker nästan uteslutande genom en USB-kabel och flertalet spelare kan också användas som portabla lagringsmedia för andra typer av filer, liknande ett USB-minne.
Från och med hösten 2006 är det tillåtet i Sverige att använda digitala ljudspelare med inbyggd eller tillhörande extern radiosändare, så kallad FM-sändare vilket till exempel förenklar anslutningen till bilradio.

## Exempel på digitala audiospelare
- MPMan
- Sansa SanDisk
- Apple Ipod
- Creative MuVo
- Creative Rhomba
- Creative Zen Touch
- iAudio
- Iriver
- Jens of Sweden